# Podgrodzie (województwo świętokrzyskie)
Podgrodzie – wieś w Polsce położona w województwie świętokrzyskim, w powiecie ostrowieckim, w gminie Ćmielów.
| SIMC    | Nazwa  | Rodzaj     |
| ------- | ------ | ---------- |
| 0789708 | Smyków | przysiółek |

Wierni kościoła rzymskokatolickiego należą do parafii Wniebowzięcia Najświętszej Maryi Panny w Ćmielowie.
Wieś w powiecie sandomierskim w województwie sandomierskim w XVI wieku była własnością wojewody kijowskiego Konstantego Wasyla Ostrogskiego. W latach 1975–1998 miejscowość położona była w województwie tarnobrzeskim.

## Zabytki
- Ruiny rycerskiego zamku z XIV wieku; zamek wzniesiono na planie nieregularnego wieloboku; był zbudowany z kamienia łamanego; od strony południowej i wschodniej otoczony był fosą; zachowane fragmenty murów[8]. Wpisane do rejestru zabytków nieruchomych (nr rej.: A.601 z 16.06.1977)[9].